# Ricardo Naboth
Ricardo Naboth est un footballeur mauricien qui joue au poste de milieu de terrain dans le club de l'AS Case Créole. Il est également joueur de la sélection nationale de Maurice.

## Palmarès
- Vainqueur de la Coupe de la Réunion avec la SS Jeanne d'Arc en 2001
- Vainqueur des Jeux des îles en 2003 avec Maurice